# Churchill Cup Femenina
La Churchill Cup fue un torneo internacional de selecciones nacionales femeninas de rugby.

## Campeonatos
| Edición | Año  | Campeón       | 2º puesto  | 3º puesto      | 4º puesto |
| ------- | ---- | ------------- | ---------- | -------------- | --------- |
| I       | 2003 | Inglaterra    | Canadá     | Estados Unidos |           |
| II      | 2004 | Nueva Zelanda | Inglaterra | Estados Unidos | Canadá    |

## Posiciones
Número de veces que los equipos ocuparon cada posición en todas las ediciones.
| Equipo         | Campeón | 2º puesto | 3º puesto | 4º puesto |
| -------------- | ------- | --------- | --------- | --------- |
| Inglaterra     | 1       | 1         |           |           |
| Nueva Zelanda  | 1       |           |           |           |
| Canadá         |         | 1         |           | 1         |
| Estados Unidos |         |           | 2         |           |